# Ranrupt
Ranrupt é uma comuna francesa na região administrativa de Grande Leste, no departamento Baixo Reno. Estende-se por uma área de 14,85 km². Em 2010 a comuna tinha 323 habitantes (densidade: 21,8 hab./km²).